# Sân bay quốc tế Marechal Rondon
Sân bay quốc tế Marechal Rondon, tên bản địa Aeroporto Internacional Marechal Rondon (IATA code CGB) là một sân bay ở Mato Grosso, Brasil.
Năm 2006, sân bay này phục vụ 931.013 lượt khách

## Các hãng hàng không và các tuyến điểm
- BRA (Brasília và Alta Floresta)
- Cruiser Linhas Aéreas (Alta Floresta, Aripuanã, Cotriguaçu, ilha do Caracará, Itaituba, Juara, Juína, Lucas do Rio Verde, Matupá, Novo Progresso, Santarém, Sapezal, Sinop, Vilhena)
- Gol Transportes Aéreos (Aracaju, Araraquara, Belém, Belo Horizonte - Aeroporto Internacional Tancredo Neves|Confins, Belo Horizonte, Boa Vista (Roraima)|Boa Vista, Brasília, Campina Grande, Curitiba, Florianópolis, Fortaleza, Foz do Iguaçu, Goiânia, Joinville, Londrina, Macapá, Maceió, Manaus, Maringá, Montevideo, Navegantes, Palmas, Porto Alegre, Porto Seguro, Porto Velho, Recife, Rio Branco, Rio de Janeiro, Salvador, São José do Rio Preto, São Luís, São Paulo, Uberlândia, Teresina, Vitória)

- OceanAir (Campo Grande, Curitiba, Vilhena, Ji-Paraná, Porto Alegre, Rio de Janeiro, São Paulo)
- Passaredo Transportes Aéreos (Franca, Goiânia, São Paulo - Congonhas, São Paulo - Guarulhos, Uberlândia)
- TAM Airlines (TAM Linhas Aéreas) (Brasília, Campo Grande, Franca[2], Goiânia[2], Londrina[3], Salvador, São José do Rio Preto[2], São Paulo (both airports), Uberlândia[2])
- TRIP Transporte Aéreo Regional do Interior Paulista (Alta Floresta, Campinas - Aeroporto Internacional de Viracopos|Viracopos, Campo Grande, Cascavel (Paraná)|Cascavel, Curitiba, Dourados, Humaitá, Ji-Paraná, Lábrea, Londrina, Manaus, Maringá, Porto Velho, Rondonópolis, Sinop, Vilhena)